# Funke Mediengruppe
Funke Mediengruppe (antes WAZ-Mediengruppe )  es el tercer editor de periódicos y revistas de Alemania, con más de 500 cabeceras distribuidas en ocho países. Propiedad privada de la familia Funke, tiene su sede en Essen, capital de Renania del Norte-Westfalia .
El diario más grande del grupo es Westdeutsche Allgemeine Zeitung, el diario más grande de la región metropolitana de la cuenca del  Ruhr. Otras cabeceras son las revistas Gong,  Die Aktuelle o el segundo diario más vendido de Berlín, el Berliner Morgenpost. Además de Alemania, Funke Mediengruppe tiene publicaciones en Austria, Hungría, Croacia, Albania, Rusia y Macedonia del Norte. También posee participaciones en las publicaciones austríacas Kronen Zeitung y Kurier. 
En diciembre de 2010, WAZ Mediagroup vendió todos sus activos en Bulgaria a una empresa conjunta entre inversores austríacos y magnates locales. Hasta entonces la empresa había sido propietaria de los dos diarios más grandes de Bulgaria, Trud y 24 hours, del semanario 168 hours, y gran cantidad de revistas.
En 2012, la familia Funke compró las acciones de la familia Brost y cambió el nombre de la empresa. En 2013, Funke adquirió varios periódicos y revistas, como Berliner Morgenpost, Hamburger Abendblatt, Bild der Frau y Hörzu, de Axel Springer AG .  